# Drassyllus prosaphes
Drassyllus prosaphes är en spindelart som beskrevs av Chamberlin 1936. Drassyllus prosaphes ingår i släktet Drassyllus och familjen plattbuksspindlar. Inga underarter finns listade i Catalogue of Life.